# Jordi Mestres i López
Jordi Mestres i López (Gerona, 1967) es un investigador químico español que trabaja en el campo de la investigación de moléculas de interés farmacológico. También es un investigador activo como genealogista.

## Formación
Jordi Mestres fue estudiante  en la Escolanía de Montserrat (1977-1981). En 1990 se licenció en química por la Universidad Autónoma de Barcelona (UAB) y en 1995 se doctoró en química (química computacional) por la Universidad de Gerona (UdG),  con estancias cortas de investigación en la Universidad de París-Sur (1992), Universidad Rice (1993) y la empresa farmacéutica Upjohn Co. (Kalamazoo, Estados Unidos; 1995).

## Investigación en química
Paralelamente a sus investigaciones en el campo de la química cuántica, se encaminó hacia el diseño computacional de fármacos, con una estancia postdoctoral en la empresa Pharmacia & Upjohn (Kalamazoo, Estados Unidos ).
En 1997 se incorporó a NV Organon como investigador (Oss, Países Bajos ) y tres años más tarde fue nombrado Director de Química Médica Computacional en Organon Laboratories (Newhouse, Reino Unido ). En 2003 inició el Grupo de Investigación en Quimiogenómica del Instituto Municipal de Investigaciones Médicas (IMIM), donde ha sido investigador hasta 2023. Ha sido profesor asociado en la Universidad Pompeu Fabra (UPF).
En 2006 fundó la empresa Chemotargets SL, que ha desarrollado un software de referencia en el campo de la predicción farmacológica y la seguridad molecular, utilizado, por ejemplo, por la agencia reguladora americana del fármaco (FDA ).
Entre 2010 y 2016 fue editor de la revista Molecular Informatics.

## Investigación en genealogía
En el campo de la genealogía, Jordi Mestres se ha formado con Armand de Fluvià, es máster en derecho nobiliario y de premios, heráldica y genealogía por la Universidad Nacional de Educación a Distancia (UNED), bajo la dirección de Jaime de Salazar, y Es miembro del patronato del Instituto Catalán de Genealogía y Heráldica. Su área de investigación genealógica se centra principalmente en los linajes de las comarcas de Gerona, pero también ha investigado los linajes asturianos. También ha trabajado en el campo de la genealogía genética. Es el autor del libro que recoge el árbol de bandos, hasta la sexta generación, de 100 protagonistas de la historia de Gerona y las comarcas nacidos entre 1813 y 1927.

## Premios y honores
Su investigación en diseño de fármacos fue reconocida en 2006 con el premio internacional Corwin Hansch otorgado por la QSAR, Chemoinformatics and Modeling Society y más recientemente con su admisión como Fellow de la Royal Society of Chemistry. Su empresa Chemotargets fue premiada en 2007 por el Consejo Social de la Universidad Pompeu Fabra. En 2021 fue considerado uno de los ocho investigadores más influyentes del Parc de Recerca Biomédica de Barcelona (PRBB). Es presidente del comité organizador del 24.º Simposio Europeo sobre Relaciones Cuantitativas Estructura-Actividad en Barcelona en 2024. Es miembro del Consejo Asesor Científico de ChemBioFrance y del Chemical Abstracts Service.

## Obra
- Mestres, Jordi (2007). Bibliografia sardanista 1850-2007 (en catalán). [Girona]: Diputació de Girona : Generalitat de Catalunya, Departament de Cultura, Centre de Promoció de la Cultura Popular i Tradicional Catalana. ISBN 978-84-611-7179-8. OCLC 804486410.
- Mestres, Jordi (2022). Genealogies gironines : els orígens de protagonistes de la història de Girona i comarques (en catalán). [Gerona]: Ajuntament de Girona Diputació de Girona Difusió, Publicacions i Videos. ISBN 978-84-125247-2-7. OCLC 1389892026.
- Mestres, Jordi (2023). Meana - Origen y expansión de un linaje asturiano (s. XV-XX). [Oviedo]: Editorial Publicaciones. ISBN 978-84-125561-7-9.
- Montserrat (Monestir). (1981). Música a Montserrat 1881-1981 (en latín). Madrid: CBS. OCLC 803823840.
- Montserrat (Monestir). (1981). Cançons populars catalanes (en catalán). Madrid: CBS. OCLC 807893015.